# PyPI
PyPI（英語：Python Package Index，簡稱PyPI）是Python的正式第三方（ official third-party）軟體套件的軟件存儲庫，它类似于CPAN（Perl的存储库）。一些软件包管理器例如pip，就是默认從PyPI下載软件包。用戶通过PyPI可以下載超过627,000个Python软件包。

## 備註